# Кормужиханка
Кормужиха́нка (рос. Кормужиханка) — селище у складі Октябрського району Ханти-Мансійського автономного округу Тюменської області, Росія. Входить до складу Октябрського міського поселення.
Населення — 252 особи (2010, 349 у 2002).
Національний склад станом на 2002 рік: росіяни — 81 %.